# Franz Herrlein
Franz Joseph Herrlein (* 28. Februar 1818 in Sieberzmühle bei Hosenfeld; † 31. Juli 1890 auf dem Hofgut Margretenhaun bei Petersberg bei Fulda) war ein deutscher Politiker.

## Leben
Herrlein entstammt der Malerfamilie Herrlein, die überwiegend im 18. Jahrhundert wirkte und im Raum Fulda ansässig war. Sein Vater war der Revierförster Heinrich Joseph Herrlein, seine Mutter Elisabeth Romstad.
Er besuchte das Gymnasium in Fulda. Nach Abschluss seiner Schulausbildung zog er sich auf das ihm gehörende Gut Margartenhaun bei Fulda zurück. 1849 wurde er Mitglied des Bezirksrats. Ab 1852 war er regelmäßig wiedergewählter Vertreter der Gutsbesitzer von Kurhessen in der hessischen Zweiten Ständekammer und nach deren Umwandlung in eine Ständeversammlung im Jahr 1862 dort Mitglied bis 1867.
Ab Sommer 1867 war er für den Wahlkreis Kassel 12 (Fulda – Schlüchtern – Gersfeld) Abgeordneter im Preußischen Abgeordnetenhaus, er war zunächst fraktionslos, trat im Dezember 1870 in die neu gegründete Zentrumsfraktion ein. Nach der Gründung des Deutschen Reichs war Herrlein Mitglied des Reichstags, wo er als Abgeordneter von 1871 bis 1879 den Reichstagswahlkreis Regierungsbezirk Kassel 7 (Fulda – Schlüchtern – Gersfeld) vertrat. Am 10. Januar 1879 legte er seine Mandate im Abgeordnetenhaus und sein Reichstagsmandat nieder.
Er war mit Sophie Gößmann verheiratet. Aus der Ehe stammte der preußische Offizier und Abgeordnete Georg Herrlein (1851–1902).